# Damian Bitter
Peter Joseph Damian Bitter (* 16. Juli 1785 in Bonn; † 15. April 1819 in Koblenz) war ein preußischer Landrat im Kreis Kreuznach.

## Leben
Damian Bitter war ein Sohn des Weinhändlers Johann Joseph Bitter und dessen Ehefrau Maria Eva Bitter, geb. Schnitzler. Nach Ende seiner schulischen und universitären Ausbildung war er ab 1809 als Advokat und später als juge auditeur (deutsch: Anhörungsrichter) in Trier tätig. 1810 folgte eine Tätigkeit beim Kreisgericht Kaiserslautern sowie die dortige Ernennung zum Kreisdirektor im Jahr 1814, allerdings nahm er die Stelle nicht an. Stattdessen wurde er Staatsprokurator beim Tribunal in Simmern, wo er im April 1816 zum landrätlichen Kommissar des Kreises Kreuznach ernannt wurde. Nach seiner Ernennung zum dortigen Landrat mittels Allerhöchster Kabinettsorder (AKO) am 16. Januar 1817 wechselte er im November 1818 unter Ernennung zum Regierungsrat zur Königlich Preußischen Regierung Koblenz. Bitter stirbt im Dienst. Sein Nachfolger in Kreuznach, Philipp Ludwig Hout übernahm bereits zum 1. November 1818 die dortigen Amtsgeschäfte.

## Familie
Damian Bitter heiratete am 20. Juli 1818 in Kirn Anna Maria Margaretha Korbach (* ca. 1792 in Bacharach; † nach 1819), Tochter des Friedensrichters zu Kirn Carl Joseph Korbach und dessen Ehefrau Theresia Korbach, geb. Lebersorg.